# Vitfågelskäret, Luleå kommun
Vitfågelskäret är ett naturreservat i Luleå kommun i Norrbottens län.
Området är naturskyddat sedan 1997 och är 0,2 kvadratkilometer stort. Reservatet omfattar en ö med samma namn i Lule skärgård. Ön består av grus, klappersten och ett glest lövträdsbestånd.